# Dóc
Dóc è un comune dell'Ungheria di 813 abitanti (dati 2001). È situato nella contea di Csongrád-Csanád.